# Museo Yamato

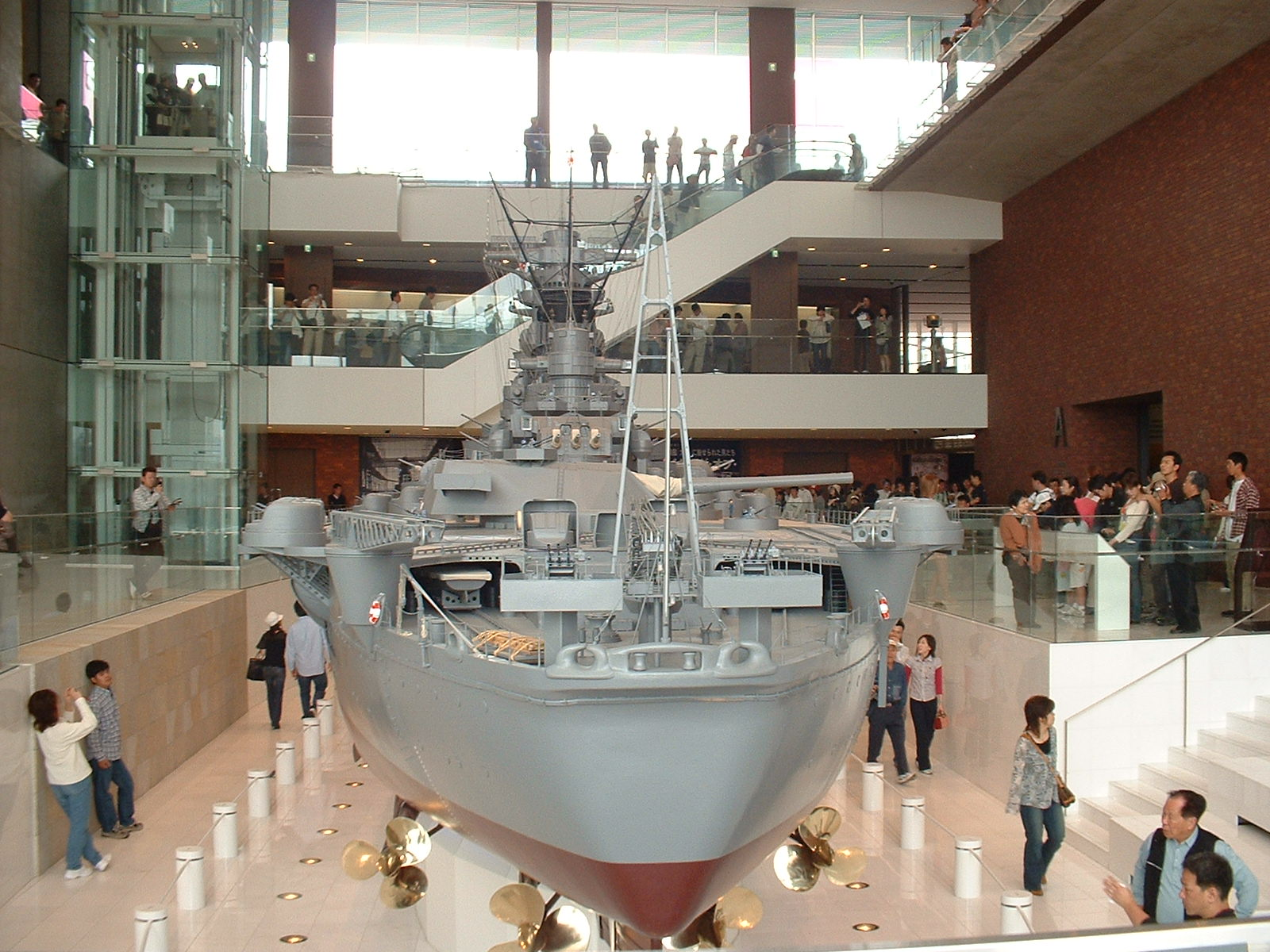
Modelo a escala 1:10 del acorazado Yamato.

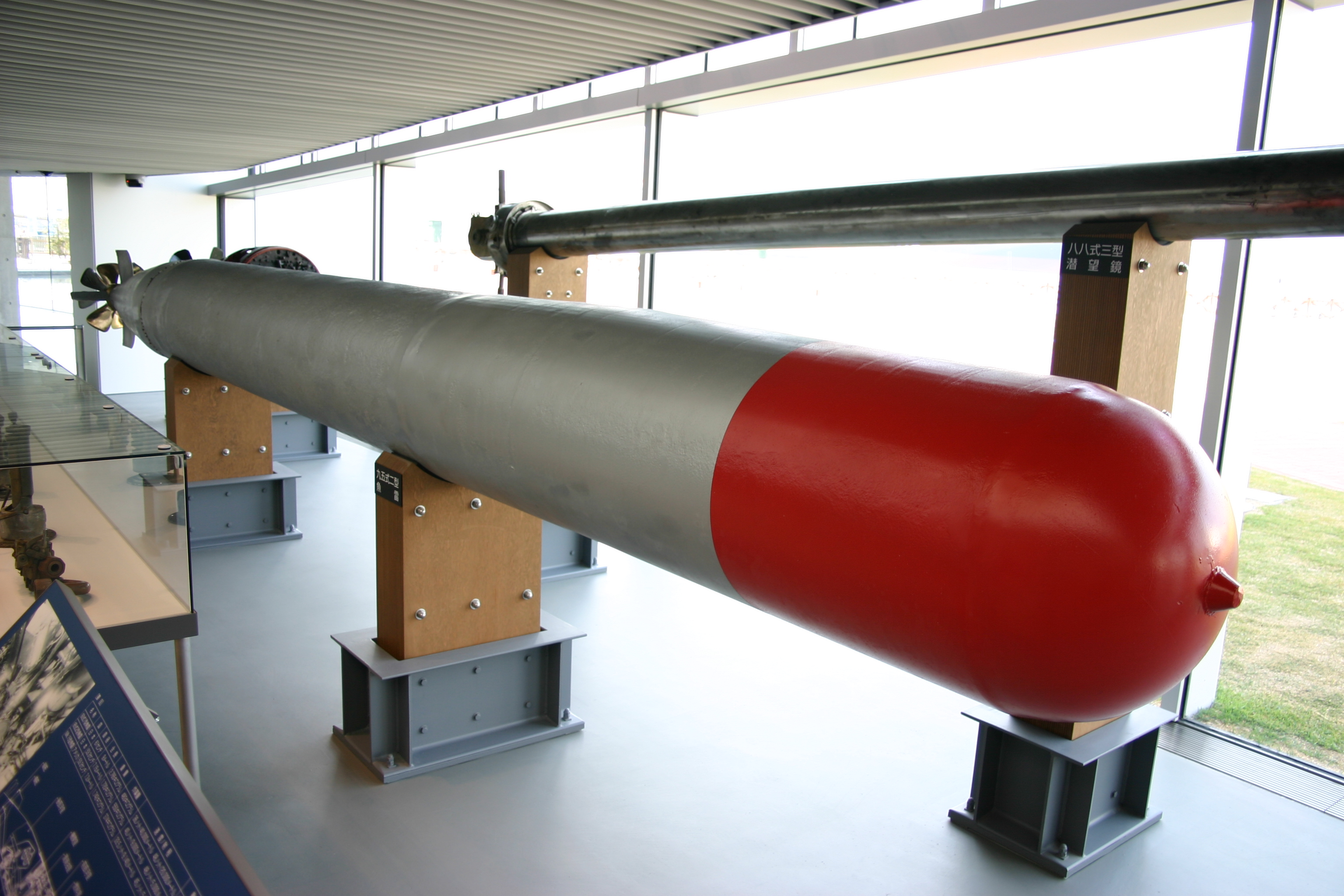
Torpedo Tipo 95 exhibido en el museo.

El Museo Yamato (大和ミュージアム?) es el nombre con el que es más conocido el Museo Marítimo de Kure (呉市海事歴史科学館?), localizado en Kure, prefectura de Hiroshima, en Japón.

## Historia
El museo se inauguró el 23 de abril del 2005 y es comúnmente conocido como "Museo Yamato" debido a que en su vestíbulo se muestra un modelo a escala 1:10 del Yamato.

## Museo

### Salas de exhibición
- Maqueta del acorazado Yamato (Yamato Hiroba) - Réplica a escala 1:10 del Yamato
- Historia de Kure
- Sala de exhibición de grandes objetos
- Tecnología en construcción de barcos
- Proyectos futuros

### Otras salas
- Cuarto de experimentos
- Librería
- Galería de los ciudadanos
- Salas de reunión